# Tony McKegney
Anthony Syiid „Tony“ McKegney (* 15. Februar 1958 in Montréal, Québec) ist ein ehemaliger kanadischer Eishockeyspieler nigerianischer Abstammung. Der linke Flügelstürmer absolvierte während seiner von 1978 bis 1993 andauernden Profikarriere unter anderem über 900 Spiele in der National Hockey League (NHL), den Großteil davon für die Buffalo Sabres und die Nordiques de Québec. Er gilt als der erste schwarze Star-Spieler der NHL.

## Karriere

### Jugend
Tony McKegney wurde in Montreal als Sohn eines nigerianischen Vaters geboren, der die Familie nach seiner Geburt verließ, sodass seine Mutter ihn im Kindesalter zur Adoption freigab. In der Folge wuchs er bei einer Adoptivfamilie in Sarnia in der Provinz Ontario auf, wo er in seiner Jugend unter anderem für die Sarnia Black Hawks und die Sarnia Bees spielte. Zur Saison 1974/75 wechselte der Angreifer in die Ontario Major Junior Hockey League (OMJHL), die ranghöchste Juniorenliga der Provinz, und lief dort fortan für die Kingston Canadians auf. Bei den Canadians etablierte sich McKegney als zuverlässiger Scorer, so kam er in der Spielzeit 1976/77 auf 135 Scorerpunkte in 66 Spielen und wurde zudem ins OMJHL First All-Star Team berufen. Infolgedessen galt er im anstehenden NHL Amateur Draft 1978 als eines der vielversprechendsten Talente, so schätzten ihn The Hockey News im Vorfeld an siebter Gesamtposition ein. Allerdings wählten ihn die Buffalo Sabres erst an 32. Stelle aus, was unter anderem darauf zurückgeführt wurde, dass McKegney verkündet hatte, für die Birmingham Bulls in der World Hockey Association spielen zu wollen. Dessen Eigentümer bot ihm jedoch in der Folge keinen Vertrag an, was wiederum mit zu hohen Gehaltsforderungen begründet wurde. Später stellte sich allerdings heraus, dass auch rassistische Tendenzen unter den Anhängern des Teams eine Rolle spielten.

### Profibereich
Zur Saison 1978/79 wechselte McKegney somit in die Organisation der Buffalo Sabres, die ihn in seinem Rookie-Jahr auch bei ihrem Farmteam, den Hershey Bears, in der American Hockey League einsetzten. In der Folge etablierte sich der linke Flügelstürmer jedoch schnell im NHL-Aufgebot der Sabres und produzierte in den kommenden Jahren nie weniger als 50 Punkte pro Saison, während er das Team mit 36 Toren in der Saison 1982/83 sogar anführte. Nach fünf Jahren in Buffalo wurde er allerdings im Juni 1983 samt André Savard, Jean-François Sauvé und einem Drittrunden-Wahlrecht im NHL Entry Draft 1983 an die Nordiques de Québec abgegeben. Im Gegenzug erhielten die Sabres Réal Cloutier sowie Québecs Erstrunden-Wahlrecht für den gleichen Draft. Bei den Nordiques spielte McKegney nur knapp eineinhalb Jahre, bis er im Dezember 1984 samt Bo Berglund zu den Minnesota North Stars transferiert wurde, die dafür Brad Maxwell und Brent Ashton nach Québec schickten. Die North Stars sollte er noch in der gleichen Saison beim NHL All-Star Game 1985 vertreten, jedoch musste er dies aufgrund einer Schulterverletzung absagen.
Auch in Minnesota war McKegney weniger als zwei Jahre aktiv, da er bereits im November 1986 samt Curt Giles und einem Zweitrunden-Wahlrecht für den NHL Entry Draft 1988 an die New York Rangers abgegeben wurde. Die North Stars erhielten im Gegenzug Bob Brooke sowie ein Viertrunden-Wahlrecht für den gleichen Draft. Für die Rangers erzielte der Stürmer 29 Tore in 64 Spielen und wurde dennoch bereits im Mai 1987 samt Rob Whistle im Tausch für Bruce Bell zu den St. Louis Blues transferiert. Im Trikot der Blues erzielte der Kanadier in der anschließenden Saison 1987/88 mit 40 Toren und 78 Punkten in 80 Spielen seine beste persönliche NHL-Statistik. An diese konnte er in der folgenden Spielzeit nicht anknüpfen, sodass ihn die Blues mitsamt Bernie Federko an die Detroit Red Wings abgaben und dafür Adam Oates und Paul MacLean erhielten. In Detroit kam McKegney nur auf 14 Einsätze, bevor er bereits im Dezember 1989 weiter zu den Nordiques de Québec transferiert wurde. Die Red Wings erhielten im Gegenzug Robert Picard und Greg Adams.
Nach etwa einem Jahr an alter Wirkungsstätte wechselte McKegney letztmals das Team, als ihn die Nordiques im Januar 1991 für Jacques Cloutier an die Chicago Blackhawks abgaben. In Chicago beendete der linke Flügelstürmer seine NHL-Laufbahn nach der Spielzeit 1990/91. Insgesamt hatte er in 991 Spielen 344 Tore und 686 Scorerpunkte erzielt. Seine aktive Karriere ließ er anschließend mit einem Jahr beim italienischen AS Varese Hockey sowie einer Saison bei den San Diego Gulls in der International Hockey League ausklingen.

### International
Im Jugendbereich gewann McKegney mit der U20-Nationalmannschaft Kanadas die Bronzemedaille bei der Junioren-Weltmeisterschaft 1978. Zudem kam er im Rahmen der Vorbereitung auf die Olympischen Winterspiele 1992 zu drei Einsätzen für die A-Nationalmannschaft, schaffte den Sprung in den Olympiakader jedoch nicht.

## Erfolge und Auszeichnungen
- 1977 OMJHL First All-Star Team
- 1978 Bronzemedaille bei der Junioren-Weltmeisterschaft
- 1978 OMJHL Second All-Star Team
- 1985 NHL All-Star Game (verletzungsbedingte Absage)

## Karrierestatistik

### International
Vertrat Kanada bei:
- Junioren-Weltmeisterschaft 1978

(Legende zur Spielerstatistik: Sp oder GP = absolvierte Spiele; T oder G = erzielte Tore; V oder A = erzielte Assists; Pkt oder Pts = erzielte Scorerpunkte; SM oder PIM = erhaltene Strafminuten; +/− = Plus/Minus-Bilanz; PP = erzielte Überzahltore; SH = erzielte Unterzahltore; GW = erzielte Siegtore; 1 Play-downs/Relegation; Kursiv: Statistik nicht vollständig)

## Familie
Sein Adoptivbruder Ian McKegney war ebenfalls professioneller Eishockeyspieler und kam in der NHL auf drei Einsätze für die Chicago Black Hawks.